# Myonia ombrifera

Myonia ombrifera är en fjärilsart som beskrevs av Kirby 1892. Myonia ombrifera ingår i släktet Myonia och familjen tandspinnare. Inga underarter finns listade i Catalogue of Life.